# 約歇爾峰

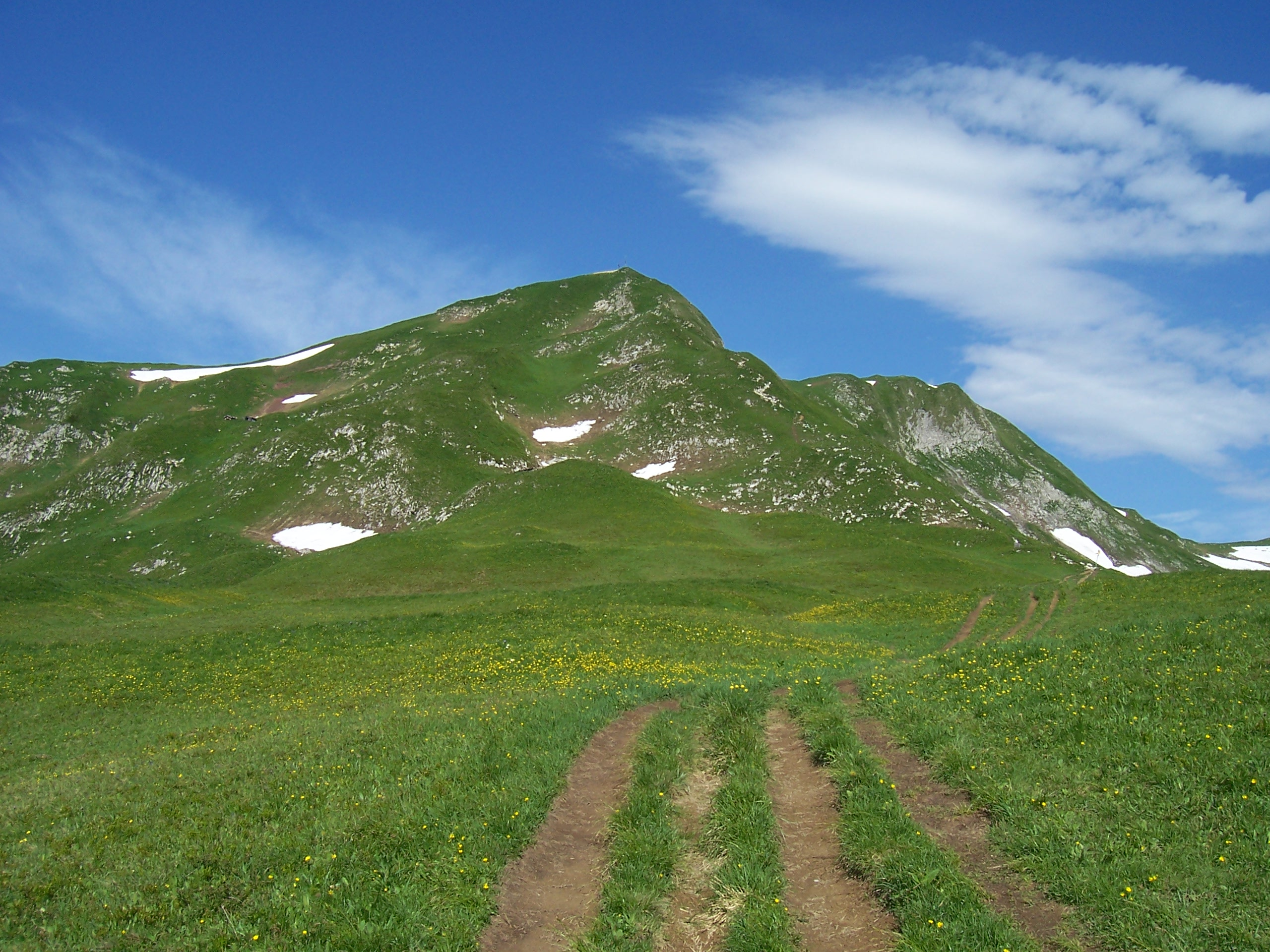

47°16′54″N 10°21′32″E / 47.28167°N 10.35889°E
約歇爾峰（德語：Jöchelspitze），是奧地利的山峰，位於該國西部，由蒂羅爾州負責管轄，屬於阿爾高阿爾卑斯山脈的一部分，距離羅特霍恩峰0.7公里，海拔高度2,226米，每年平均降雨量1,730毫米。